# Sterling Airlines
Sterling Airlines (ab 2005; ursprünglich Sterling Airways, ab 1994 Sterling European Airlines) war eine dänische Fluggesellschaft mit Sitz in Kopenhagen. Das Unternehmen stellte seinen Betrieb im Jahr 2008 ein.

## Geschichte

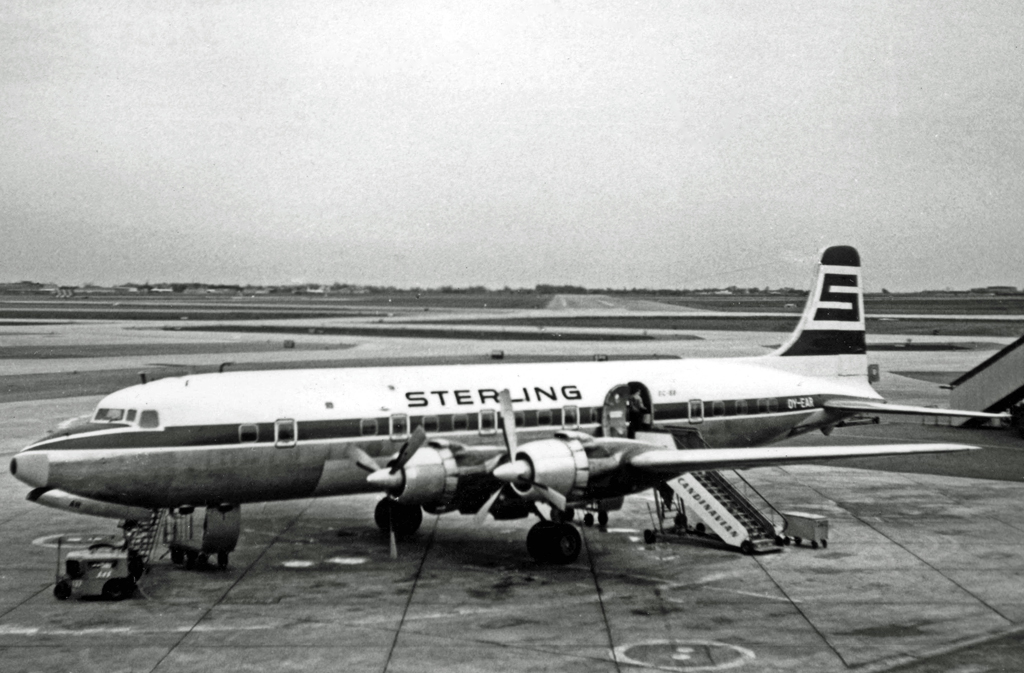
Eine Douglas DC-6 der Sterling Airways

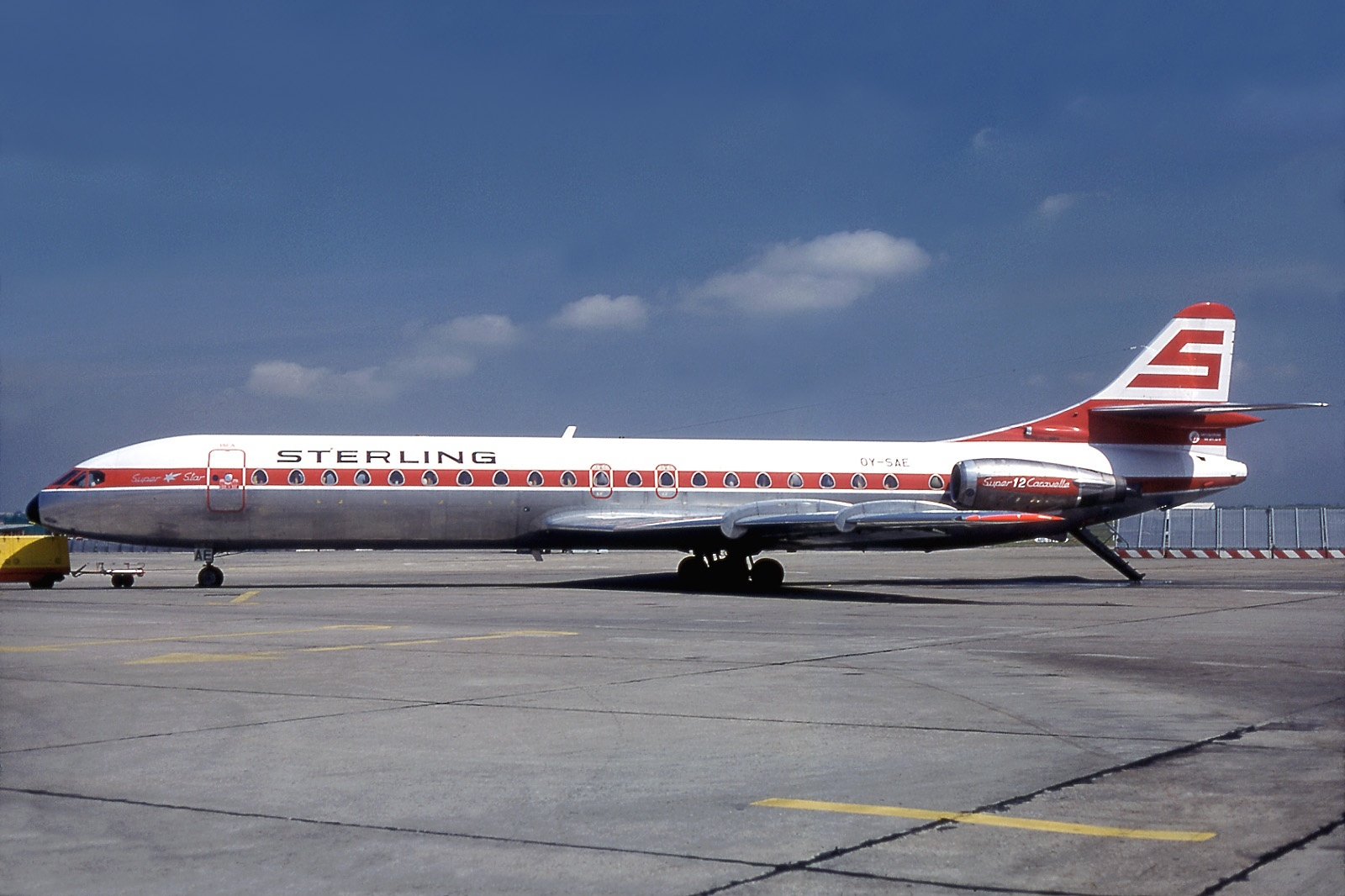
Eine Caravelle 12, lange Zeit das Rückgrat der Flotte

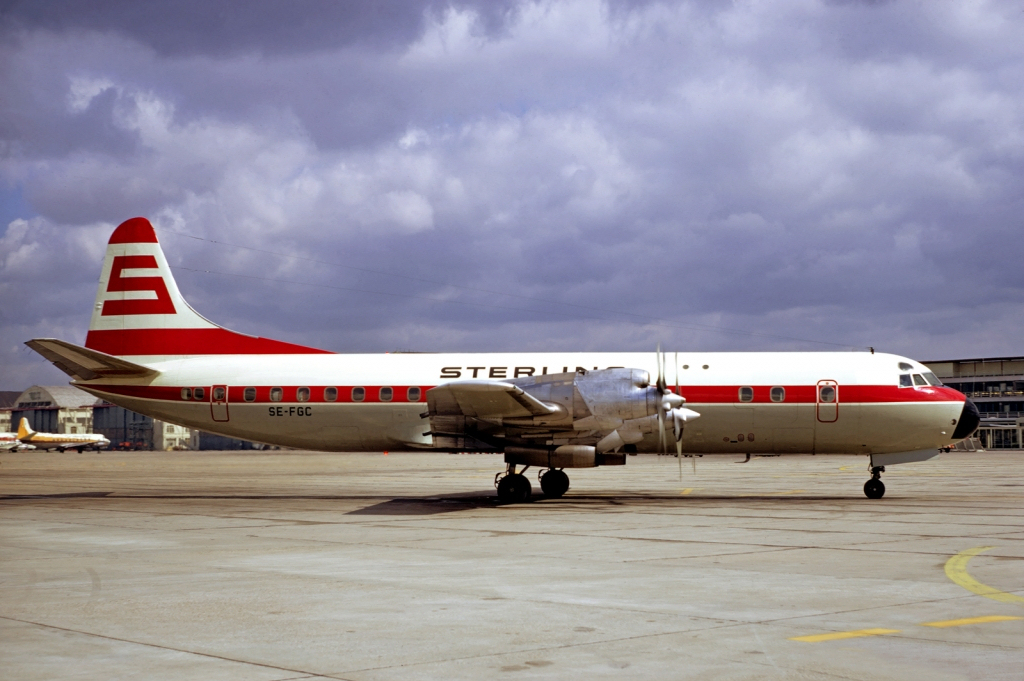
Eine Lockheed L-188 Electra der Sterling Airways

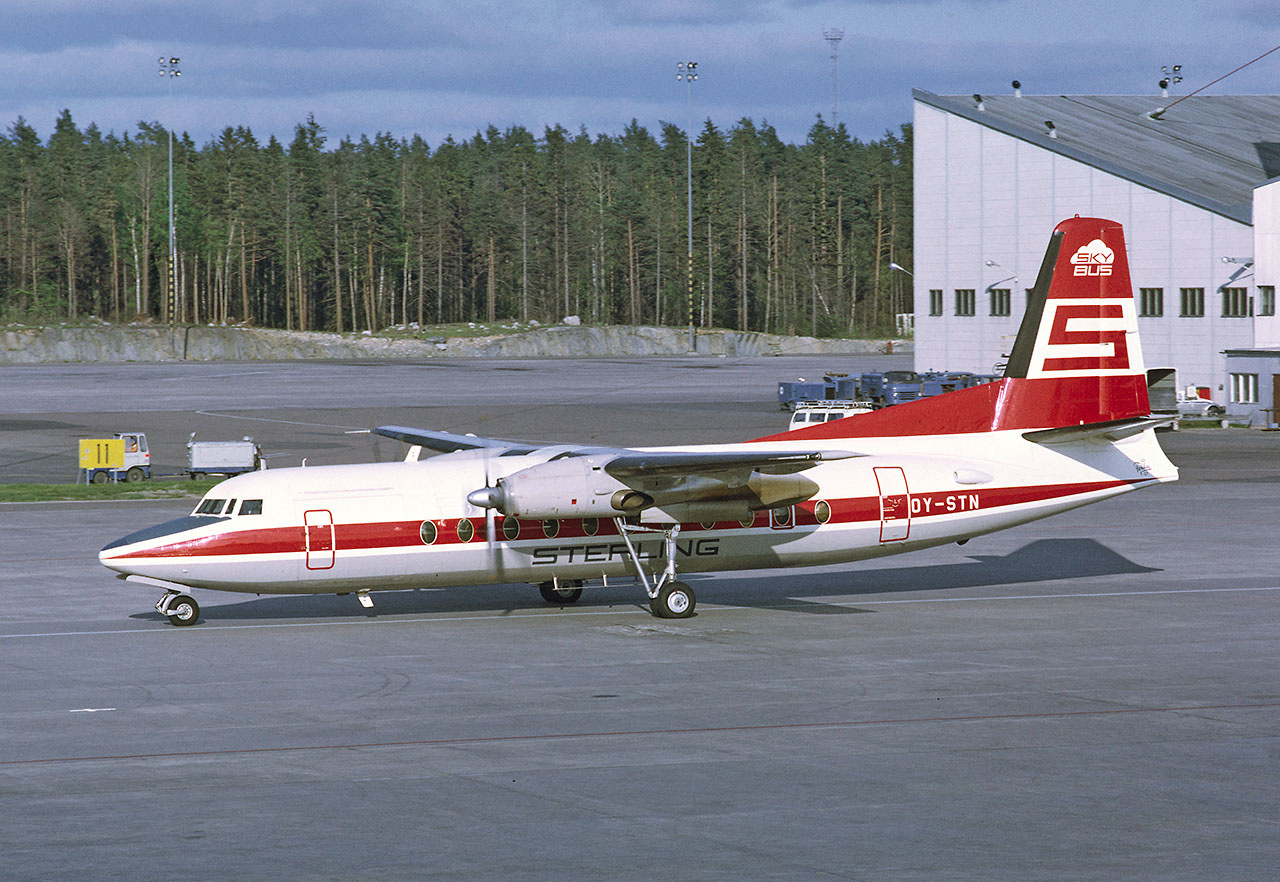
Eine Fokker F-27 der Sterling Airways

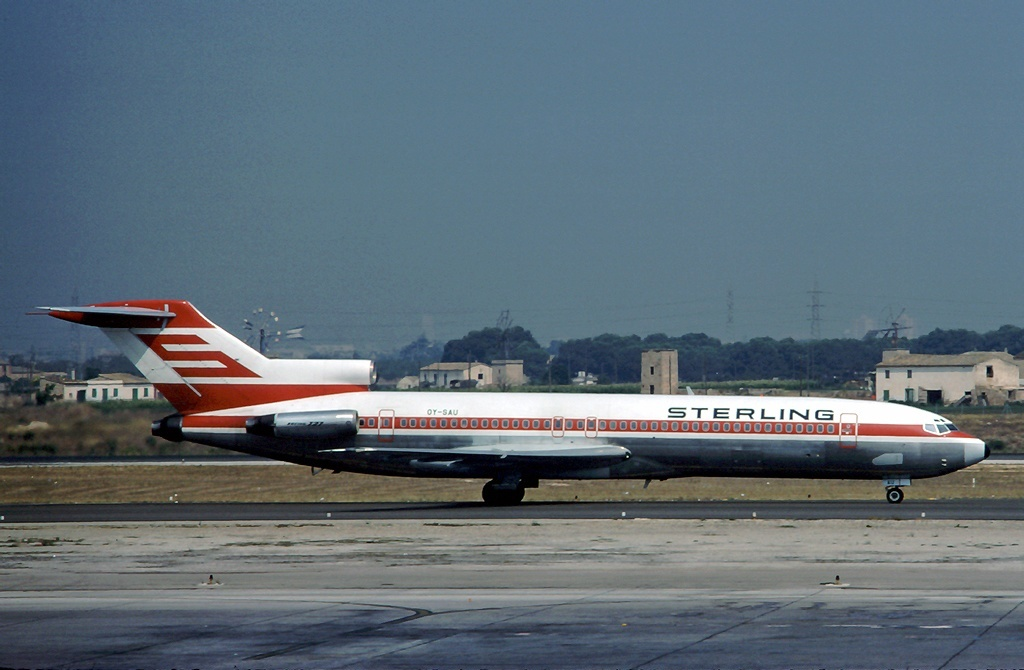
Eine Boeing 727-200 der Sterling Airways

Im Jahr 1962 wurde Sterling als Charterfluggesellschaft von Ejlif Krogager, dem Gründer des Touristikunternehmens Tjaereborg, unter dem Namen Sterling Airways gegründet und bediente zunächst hauptsächlich Ziele im Mittelmeerraum mit Douglas DC-6.
Im Jahr 1965 wurde die Sud Aviation Caravelle das erste Strahlflugzeug der Gesellschaft. Im Jahr 1968 kam die erste von 2 Fokker F-27 Friendship zur Flotte.
Sterling wurde im Laufe der Zeit eine der bedeutendsten Charterfluggesellschaft Europas und setzte ihre Flotte von Boeing 727, Douglas DC-8 und Sud Aviation Caravelle nach Europa, Nordafrika, Nordamerika und Sri Lanka ein. Sie erhielt auch als erste Charterfluggesellschaft Überflugrechte über die Sowjetunion zu Zielen am Schwarzen Meer.
Im Jahr 1987 konnte Sterling ihr 25. Jubiläum feiern, zwei Jahre später beteiligte sich das Unternehmen an der portugiesischen Fluggesellschaft Air Columbus.
Im Jahr 1993 meldete Sterling zum ersten Mal Insolvenz an und stellte in der Folge alle Passagierflüge ein. Im Jahr 1994 wurde der Flugbetrieb als nunmehr reine Frachtfluggesellschaft für TNT Express unter dem Namen Sterling European Airlines mit drei Boeing 727 wieder aufgenommen. Nach einem Management-Buy-out 1995 gelangte die Gesellschaft 1996 in den Besitz einer norwegischen Reederei, woraufhin sie wieder Passagierflüge als Charter anbot. Im Jahr 2000 wurden erste Linienflüge nach Spanien aufgenommen.
Im Jahr 2001 entschied man, die bisherige Chartergesellschaft zur Billigfluggesellschaft umzustrukturieren.
Im Jahr 2005 übernahm die isländische FL Group, zu der auch Icelandair und 16,8 % von easyJet gehören, Sterling. Später im selben Jahr erfolgte die Fusion mit Maersk Air zu Sterling Airlines.
Am 29. Oktober 2008 meldete die Gesellschaft erneut Insolvenz an. Als Gründe hierfür gibt die Firma finanzielle Engpässe infolge steigender Kerosinpreise, Marktstagnation und der Finanzkrise ab 2007, insbesondere in Bezug auf Island an. Der Flugbetrieb wurde in der Folge eingestellt. Die geschäftlichen Aktivitäten, Namensrechte und ein Teil der Flotte wurden später von der dänischen Fluggesellschaft Cimber Air aus der Insolvenzmasse erworben, die daraufhin bis zu ihrem eigenen Konkurs 2012 unter dem Namen Cimber Sterling auftrat. Nach der Flugbetriebseinstellung der Cimber Sterling wurde eine Nachfolgegesellschaft gegründet, die jedoch auf den Namen Sterling verzichtet und lediglich Cimber heißt.

## Flugziele
Sterling Airlines flog von ihren drei wichtigsten Basen in Kopenhagen-Kastrup, Stockholm/Arlanda und Oslo-Gardermoen etwa 40 Ziele in ganz Europa an. Auch die Flughäfen in Billund und Helsinki waren wichtige Destinationen im Streckennetz. Bedient wurden beispielsweise Amsterdam, Athen, Barcelona, Berlin, Budapest, Edinburgh, London, Mailand, Paris und Teneriffa.

## Flotte

### Flotte bei Betriebseinstellung
Vor Einstellung des Flugbetriebs bestand die Flotte der Sterling Airlines mit Stand April 2008 aus 26 Flugzeugen:
- 01 Boeing 737-300
- 04 Boeing 737-500
- 14 Boeing 737-700
- 07 Boeing 737-800

### Zuvor eingesetzte Flugzeuge
Zuvor setzten Sterling Airways, Sterling European Airlines und Sterling Airlines auch folgende Flugzeugtypen ein:
- Aérospatiale SN 601 Corvette
- Beechcraft King Air
- Boeing 727-200
- Boeing 757-200
- Cessna 402
- Douglas DC-6
- Douglas DC-8
- Fokker F-27 Friendship
- Lockheed L-188 Electra
- Sud Aviation Caravelle VI-R
- Sud Aviation Caravelle 10B3
- Sud Aviation Caravelle 12

## Zwischenfälle

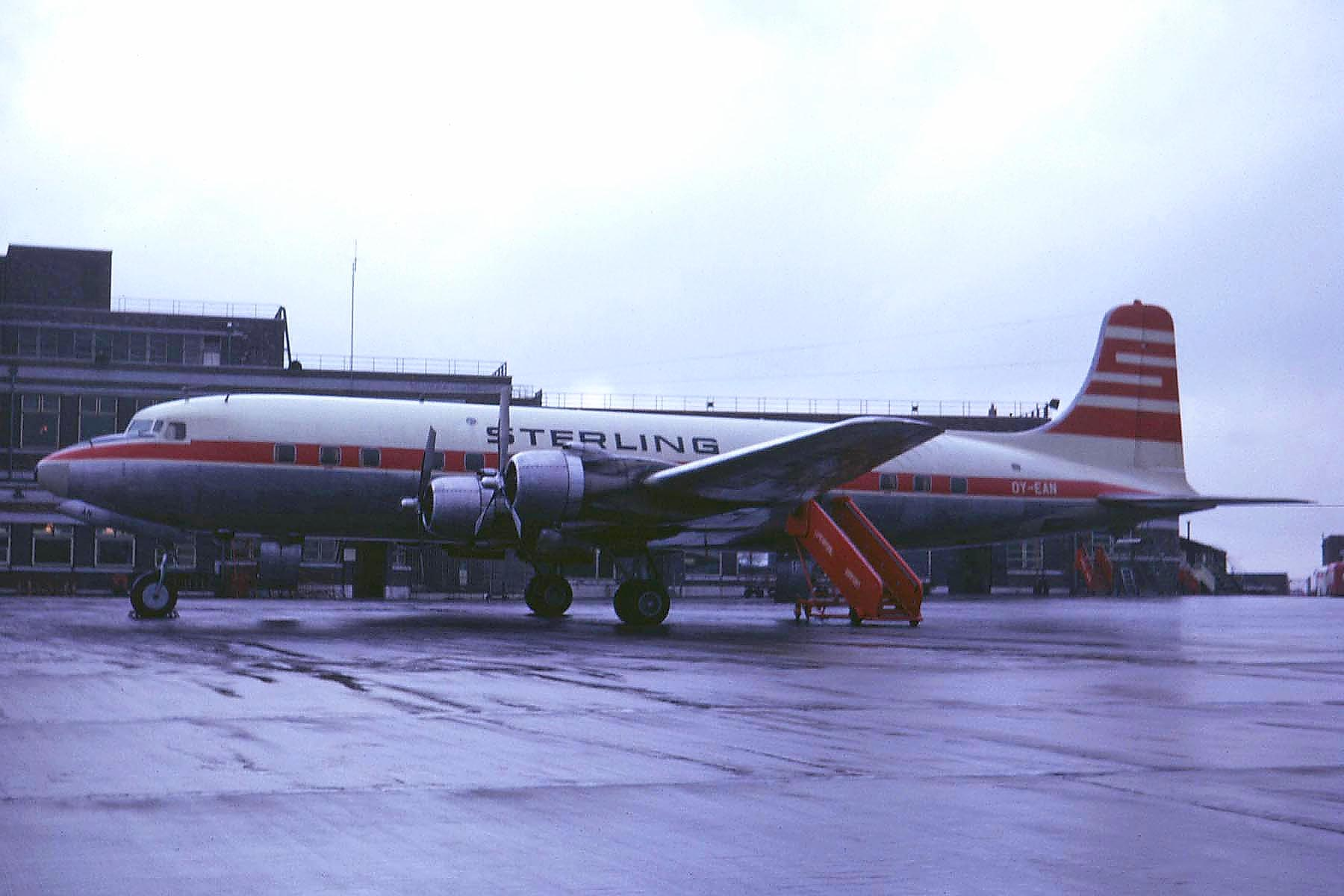
Die 1967 in Göteborg/Torslanda verunglückte Douglas DC-6 OY-EAN

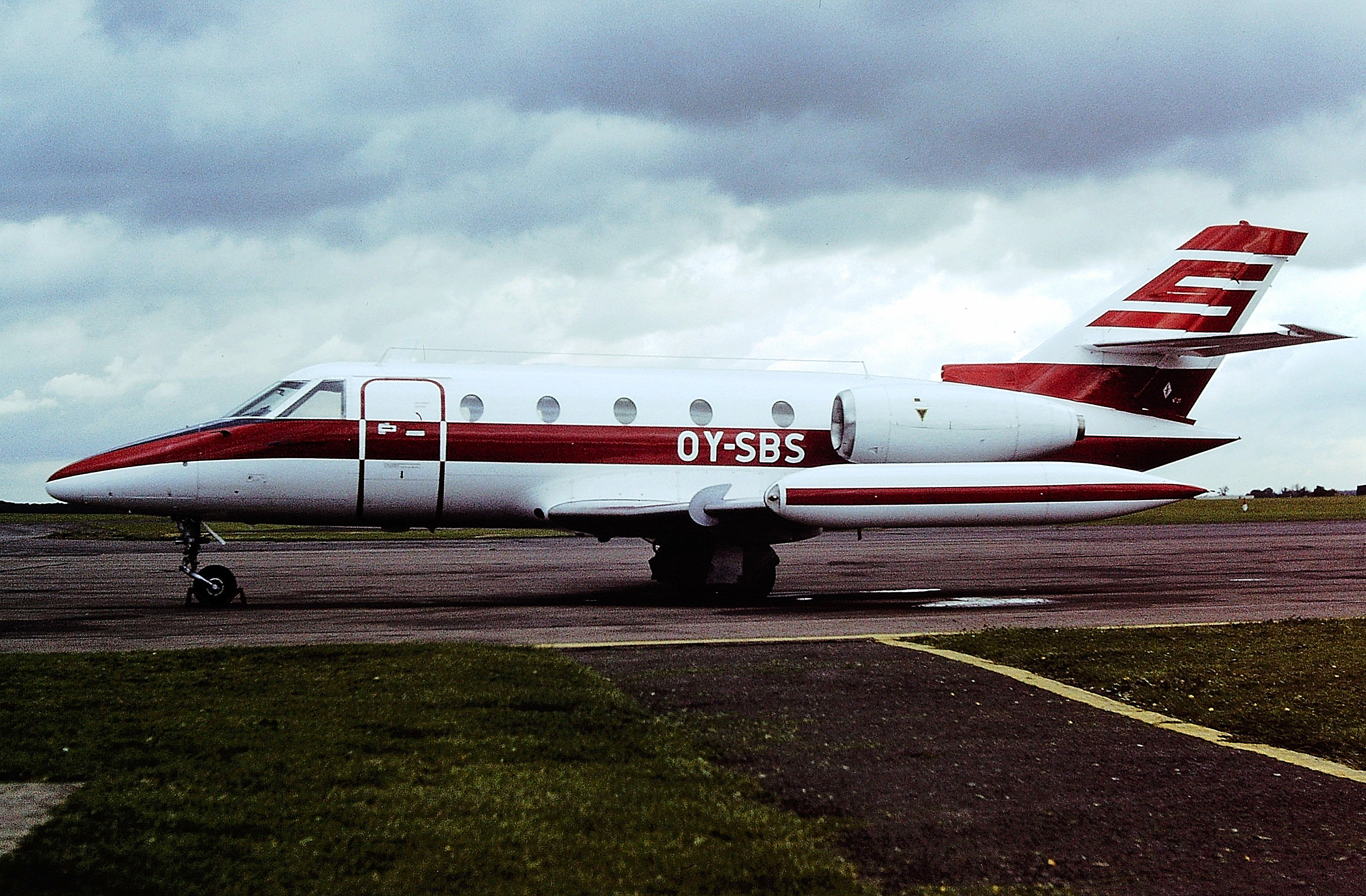
Die 1979 vor Nizza verunglückte Aérospatiale SN 601 OY-SBS wenige Stunden vor dem Unfall

- Am 13. April 1963 verunglückte eine Douglas DC-6B der Sterling Airways (Luftfahrzeugkennzeichen OY-EAP) bei der Landung am Flughafen Kopenhagen-Kastrup. Das Flugzeug war auf einem Überführungsflug aus Las Palmas mit nur drei laufenden Triebwerken. Kurz vor der Landebahn waren Flughöhe und Geschwindigkeit zu weit abgesunken. Beim Versuch des Durchstartens mit drei Triebwerken kippte das Flugzeug scharf nach rechts und schlug mit der Tragflächenspitze 50 Meter neben der Landebahn auf, woraufhin der Flügel brach. Die dreiköpfige Flugbesatzung überlebte, die Maschine wurde zerstört.[4]

- Am 23. Dezember 1967 landete eine Douglas DC-6B der Sterling Airways (OY-EAN) hart auf der Landebahn am Flughafen Göteborg/Torslanda. Bei diesem zweiten Anflugversuch wurde die Maschine irreparabel beschädigt. Es gab keine Verletzten.[5]

- Am 14. März 1972 flog eine intakte Caravelle 10B3 der Sterling Airways (OY-STL) im Anflug auf den Flughafen Dubai in einen etwa 500 Meter hohen Hügel im Emirat Fujairah, etwa 80 km östlich des Flughafens (CFIT, Controlled flight into terrain). Die Mittelstreckenmaschine befand sich auf dem Flug vom Flughafen Colombo-Bandaranaike über Bombay nach Dubai und sollte nach einem Tankstopp über Ankara nach Kopenhagen weiterfliegen. Alle 112 Personen an Bord – darunter sechs Besatzungsmitglieder – wurden getötet. Es handelt sich um den folgenreichsten Unfall dieses Flugzeugtyps (siehe auch Sterling-Airways-Flug 296).[6]

- Am 15. März 1974 brach beim Rollen auf dem Flughafen Teheran-Mehrabad die rechte Fahrwerkaufhängung einer Caravelle 10B3 der Sterling Airways (OY-STK), wodurch der rechte Flügeltank durchstochen wurde und Kerosin auslief, das sich entzündete. Trotz sofort eingeleiteter Evakuierung kamen von 96 Personen an Bord 15 Passagiere ums Leben (siehe auch Sterling-Airways-Flug 901).[7]

- Am 3. September 1979 stürzte eine Aérospatiale SN 601 Corvette der Sterling Airways (OY-SBS) auf dem Flug 4133 im Landeanflug auf den Flughafen Nice Côte d’Azur ins Meer. In einer Höhe von 20.000 Fuß fingen beide Triebwerke aufgrund technischer Probleme Feuer. Die Maschine stürzte schließlich ein Kilometer vor dem Beginn der Landebahn ab, nachdem die Besatzung die Kontrolle über die Maschine verloren hatte. Alle zehn Insassen starben (siehe auch Sterling-Airways-Flug 4133).[8]

## Trivia
Die Airline wurde auch in Filmen der "Olsenbande" gezeigt, wenn diese z. B. nach Mallorca fliegen wollte. Grund dafür war, dass Sterling bei allen Olsenbanden-Filmen Kooperationspartner der Produktionsfirma Nordisk Film war.